# Kathedrale von Dschibuti

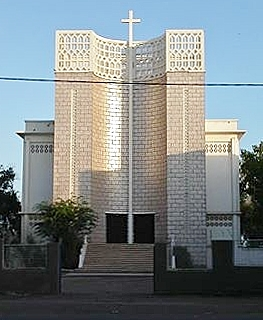
Kathedrale von Dschibuti

Die Kathedrale unserer Lieben Frau vom Guten Hirten (französisch Cathédrale Notre-Dame du Bon-Pasteur de Djibouti, arabisch كاتدرائية سيدة الراعى الصالح, en.: Our Lady of the Good Shepherd Cathedral), oder einfach: Kathedrale von Dschibuti (Cathedral of Djibouti), ist eine Kirche in Dschibuti im ostafrikanischen Staat Dschibuti. Die Kirche wurde in der zweiten Hälfte des zwanzigsten Jahrhundert erbaut. Es ist die Hauptkirche des römisch-katholischen Bistums Dschibuti.

## Geschichte
Die Kathedrale wurde 1964 erbaut. Sie wurde unter Aufsicht von Henri Hoffmann, dem damaligen Bischof von Dschibuti, an der Stelle errichtet, wo die alte Kirche Sainte-Jeanne-d’Arc stand. Die war abgerissen worden, weil sie zu schmal war. Die Kathedrale steht am Boulevard of the Republic. Es ist eine sehr kleine Kirche, aber dennoch die größte Kirche von Dschibuti.
Die Gut-Hirten-Kirche wurde am 12. Januar 1964 von Kardinal Eugène Tisserant, dem damaligen Kardinaldekan, geweiht. Sie ist der Patronin Our Lady of Good Shepherd geweiht und ist Sitz des Bischofs von Dschibuti.

## Architektur
Die monolithische Architektur der Kathedrale ist modernistisch. Sie wurde von Joseph Müller, einem Architekt aus Colmar, Frankreich, entworfen.